# Díly u Lhotky
Díly u Lhotky jsou přírodní památka poblíž Lhotky u Žďáru nad Sázavou v okrese Žďár nad Sázavou. Oblast spravuje Agentura ochrany přírody a krajiny ČR – RP Správa CHKO Žďárské vrchy. Důvodem ochrany je podhorská louka s výskytem vstavačovitých.